# Campoplex pyraustae
Campoplex pyraustae là một loài tò vò trong họ Ichneumonidae.